# Sermaises
Sermaises – miejscowość i gmina we Francji, w Regionie Centralnym, w departamencie Loiret.
Według danych na rok 1990 gminę zamieszkiwało 1606 osób, a gęstość zaludnienia wynosiła 76 osób/km² (wśród 1842 gmin Centre, Sermaises plasuje się na 249. miejscu pod względem liczby ludności, natomiast pod względem powierzchni na miejscu 618.).